# Psychotria ramosissima
Psychotria ramosissima är en måreväxtart som beskrevs av Adolph Daniel Edward Elmer. Psychotria ramosissima ingår i släktet Psychotria och familjen måreväxter. Inga underarter finns listade i Catalogue of Life.